# Lycoseris trinervis
Lycoseris trinervis là một loài thực vật có hoa trong họ Cúc. Loài này được (D.Don) S.F.Blake mô tả khoa học đầu tiên năm 1924.